# Protichneumon moiwanus
Protichneumon moiwanus là một loài tò vò trong họ Ichneumonidae.